# フェルドーンの法則
フェルドーンの法則（フェルドーンのほうそく、英: Verdoorn's law）は、長期的には生産性は生産量の平方根に比例して増加するという法則。オランダの経済学者ペトルス・ヨハネス・フェルドールンに由来する。この法則によれば、生産量が加速度的に増加し生産性が改善する。フェルドールンは、「長期的には、例えば生産量が約10％増加すると、労働生産性が4.5％増加する」と述べた。約0.5のフェルドールン係数は、その後の実証研究でも観察されている。日本語ではバードーンの法則とも記述されることがある。

## 概要
フェルドールンの法則は、生産性と生産量の間の長期的な正の相関関係のことであり、その相関係数は1949年にオランダの経済学者のフェルドールンに推定された。
{\displaystyle p=a+bQ}
ここで、{\displaystyle p}は労働生産性の成長率、{\displaystyle Q}は生産量(あるいは付加価値)の成長率、{\displaystyle b}はフェルドールン係数、{\displaystyle a}は外生的な生産性の成長である。
フェルドールンの法則は、新古典派の成長モデル (特にソロー＝スワン・モデル) で示唆される「生産性の向上は主に科学技術の進歩によって説明される」という仮説とは異なる考え方である。フェルドールンの法則は通常、成長の累積因果モデルと関連しており、供給側ではなく需要側が蓄積の要因となる。
ニコラス・カルドアとトニー・サールウォールは、フェルドールンの法則に基づいて輸出主導型の成長モデルを提示した。輸出部門の拡大により、輸出製品の生産が拡大し、生産性が改善し、輸出部門の労働者のスキルレベルが向上する可能性がある。これにより、生産性の低い非貿易部門からより生産性の高い輸出部門への資源の再配分、貿易財の価格低下、国際競争力の向上につながる可能性がある。この生産性の変化は、輸出の拡大と生産量の増加につながる可能性がある。
トニー・サールウォールは、GDP成長率が「輸入需要の所得弾力性に対する輸出の成長率の比率」を越えることはないとしている。これは、GDPの成長が国際収支の均衡によって制限されることを意味する。この結果は、サールウォールの法則として知られています。